# Lev Golub
Lev Golub (russisk: Лев Владимирович Го́луб) (født 29. september 1904 i Dnipro i det Russiske Kejserrige, død 26. maj 1994) var en sovjetisk filminstruktør og manuskriptforfatter.

## Filmografi
- Devotjka isjjet ottsa (Девочка ищет отца, 1959)[4][5]